# Lijst van rijksmonumenten in Koog aan de Zaan
De plaats Koog aan de Zaan telt 24 inschrijvingen in het rijksmonumentenregister. Hieronder een overzicht.
| Object | Oorspronkelijke functie?  | Bouwjaar               | Architect             | Locatie            | Coördinaten?                  | Nr.?   | Afbeelding        |
| --- | ------------------------- | ---------------------- | --------------------- | ------------------ | ----------------------------- | ------ | ----------------- |
| De Waakzaamheid | Woonhuis                  | 18e eeuw               |                       | Hoogstraat 4       | 52° 28' 5" NB, 4° 48' 47" OL  | 39924  | Meer afbeeldingen |
| Huis, met houten topgevel | Woonhuis                  | wellicht 17e eeuw      |                       | Hoogstraat 8       | 52° 28' 5" NB, 4° 48' 47" OL  | 39925  | Meer afbeeldingen |
| Monumentaal deels houten huis met verdieping en schilddak                                                                            | Woonhuis                  | 18e eeuw               |                       | Hoogstraat 12      | 52° 28' 6" NB, 4° 48' 47" OL  | 39926  | Meer afbeeldingen |
| Bakstenen herenhuis met verdieping en schilddak                                                                                      | Woonhuis                  | derde kwart 19e eeuw   |                       | Hoogstraat 14      | 52° 28' 6" NB, 4° 48' 47" OL  | 39927  | Meer afbeeldingen |
| Houten tuinhek met sierlijk houten poortje, bekroond door een beeldje van de faam                                                    | Grensafbakening           | Laatste kwart 18e eeuw |                       | Hoogstraat 16      | 52° 28' 7" NB, 4° 48' 47" OL  | 39928  | Meer afbeeldingen |
| Laag bakstenen huis met schilddak | Woonhuis                  |                        |                       | Kerkstraat 12      | 52° 27' 47" NB, 4° 48' 37" OL | 39931  | Meer afbeeldingen |
| Kogerkerk | Kerk en kerkonderdeel     | 1685                   |                       | Kerkstraat 14      | 52° 27' 47" NB, 4° 48' 36" OL | 39932  | Meer afbeeldingen |
| Houten huis met zadeldak, evenwijdig aan de straat                                                                                   | Woonhuis                  | 18e eeuw               |                       | Lagedijk 1         | 52° 27' 54" NB, 4° 48' 43" OL | 39933  | Meer afbeeldingen |
| Houten huis met ingezwenkt door fronton bekroond voorschot met zijmeanders                                                           | Woonhuis                  | Eerste kwart 19e eeuw  |                       | Lagedijk 47        | 52° 28' 3" NB, 4° 48' 46" OL  | 39934  | Meer afbeeldingen |
| Doopsgezinde Vermaning | Kerk en kerkonderdeel     | 1680                   |                       | Lagedijk 34        | 52° 27' 60" NB, 4° 48' 47" OL | 39935  | Meer afbeeldingen |
| Huis met zadeldak tussen twee ingezwenkte voorschotten                                                                               | Woonhuis                  |                        |                       | Lagedijk 52        | 52° 28' 2" NB, 4° 48' 47" OL  | 39937  | Meer afbeeldingen |
| Huis met de ijzeren brug; woonhuis, voormalig molenmuseum                                                                            | Woonhuis                  |                        |                       | Museumlaan 18      | 52° 28' 6" NB, 4° 48' 28" OL  | 39938  | Meer afbeeldingen |
| Het Pink | Industrie- en poldermolen | 1751                   |                       | Pinkstraat 12      | 52° 27' 58" NB, 4° 48' 30" OL | 39939  | Meer afbeeldingen |
| Gebouw van twee evenwijdige vleugels                                                                                                 | Woonhuis                  | Eerste kwart 19e eeuw  |                       | Raadhuisstraat 8   | 52° 27' 40" NB, 4° 48' 40" OL | 39940  | Meer afbeeldingen |
| Huis met recht opzij een houten topgevel en in de onderpui een deurkalf met anno 1700                                                | Woonhuis                  | 1700                   |                       | Raadhuisstraat 36  | 52° 27' 42" NB, 4° 48' 40" OL | 39941  | Meer afbeeldingen |
| Houten huis | Woonhuis                  | 18e eeuw               |                       | Zuideinde 13       | 52° 27' 24" NB, 4° 48' 38" OL | 39942  | Meer afbeeldingen |
| Houten huis, voorzien van een ingezwenkt voorschot met pilasters en fronton                                                          | Woonhuis                  | Laatste kwart 18e eeuw |                       | Zuideinde 20       | 52° 27' 22" NB, 4° 48' 39" OL | 39943  | Meer afbeeldingen |
| Houten huis, aan de voorzijde voorzien van ingezwenkte voorschot met rijke bekroning in Lodewijk xvi-stijl, guirlande en zijmeanders | Woonhuis                  | Eerste kwart 19e eeuw  |                       | Zuideinde 32       | 52° 27' 24" NB, 4° 48' 41" OL | 39944  | Meer afbeeldingen |
| Houten huis, voorzien van een ingezwenkte voorschot met fronton, guirlande en zijmeanders                                            | Werk-woonhuis             |                        | Eerste kwart 19e eeuw | Zuideinde 50       | 52° 27' 27" NB, 4° 48' 41" OL | 39945  | Meer afbeeldingen |
| Grotendeels houten huis | Woonhuis                  | Eerste kwart 19e eeuw  |                       | Zuiderkerkstraat 1 | 52° 27' 46" NB, 4° 48' 39" OL | 39947  | Meer afbeeldingen |
| Weeshuis Johanna Elisabeth's stichting                                                                                               | Sociale zorg, liefdadigh. | 1910                   | Dirk Stam             | Lagedijk 41        | 52° 28' 2" NB, 4° 48' 45" OL  | 518050 | Meer afbeeldingen |
| Weeshuis De Kogge | Sociale zorg, liefdadigh. | 1860                   | L.J. Immink           | Zuideinde 83       | 52° 27' 31" NB, 4° 48' 39" OL | 518057 | Meer afbeeldingen |